# 刘彭芝
刘彭芝（1945年1月—），女，中國教育工作者，数学特级教师，中国人民大学附属中学校长（1997年至今），中国人民大学副校级干部（副局级，2007年至今），国务院参事，第十三届北京市人大代表。

## 生平
1987年，人大附中高中部建立了第一个超常儿童实验班，刘彭芝担任实验班的班主任和数学老师。她培养的学生多次获得国际数学竞赛金牌、银牌，后来她荣获北京市优秀班主任荣誉称号。
刘彭芝在担任人大附中校长后，提出了"尊重个性，挖掘潜力，一切为了学生的发展，一切为了祖国的腾飞，一切为了人类的进步"的办学思想，提出并用10年时间达到了“国内领先，国际一流”的办学目标。人大附中在她的领导下，近年来已成为全国最顶尖的中学之一，每年有数百人考入清华大学和北京大学。在此期间，人大附中还与伊顿公学等一批世界知名中学建立了友好学校关系，与美国麻州大学波士顿分校合作建立了一所孔子学院。同時她也積極扶持距離人大附中不算太遠的非重點初中、高中。
2009年11月13日，刘彭芝受聘为国务院参事。
2019年4月11日，中国人民大学正式聘任刘彭芝担任人大附中名誉校长及人大附中联合总校名誉校长。

## 学术兼职
- 北京航空航天大学博士生导师
- 国家教育行政学院教授

## 社会兼职
- 中华全国体育总会全国委员会委员
  - 中国国际象棋协会副主席
  - 中国中学生体育协会足球分会主席
- 第十届北京市政协委员
- 中华人民共和国国务院参事

## 荣誉称号
- 全国三八红旗手
- 共和国60年教育功勋人物[3]

## 著作
- 《刘彭芝教育文集》[4]
- 《人生为一大事来》[5]